# (19633) Rusjan
(19633) Rusjan est un astéroïde de la ceinture principale.

## Description
(19633) Rusjan est un astéroïde de la ceinture principale. Il fut découvert le 13 septembre 1999 à Črni Vrh par l'observatoire de Črni Vrh. Il présente une orbite caractérisée par un demi-grand axe de 2,44 UA, une excentricité de 0,26 et une inclinaison de 13,0° par rapport à l'écliptique.

## Compléments